# Delias telefominensis
Delias telefominensis är en fjärilsart som beskrevs av Akira Yagishita 1993. Delias telefominensis ingår i släktet Delias och familjen vitfjärilar. Inga underarter finns listade i Catalogue of Life.